# Részecskefizika
A részecskefizika a fizika egyik ága, amely az anyag elemi összetevőit, sugárzást és azok kölcsönhatásait vizsgálja. Nagyenergiájú fizikának is hívják, mivel sok elemi részecske nem fordul elő normális körülmények között a természetben, hanem más részecskék nagy energiájú ütközései során kell azokat kelteni, ahogy az a részecskegyorsítókban történik.

## Alapfogalmak

### Az anyag legkisebb összetevői
Az atommagot alkotó proton és a neutron nem elemi részecskék, hanem még kisebb részecskékből állnak. Ezek a kvarkok. Ezen kívül elemi részecskék még a leptonok, amelyek közé az elektron és a neutrínók is tartoznak. Az összes anyag kvarkokból és leptonokból áll, közöttük négyféle kölcsönhatás léphet fel, melyeket szintén részecskék közvetítenek.

### Az elemi részecskék családjai
A körülöttünk álló világot döntő részben az u és a d kvark, valamint az elektron (e-) építi fel. A proton például két u és egy d kvarkból áll, a neutron két d és egy u kvarkból. Az atommag-átalakulások egy részénél szerepe van még az elektronneutrínónak (νe) is, egy nagyon kismértékben kölcsönható anyagnak is. Ezek alkotják az elemi részecskék első családját.
| Első család | második család | harmadik család | töltés (e) |
| ----------- | -------------- | --------------- | ---------- |
| u           | c              | t               | 2/3        |
| d           | s              | b               | -1/3       |
| e-          | μ-             | τ-              | -1         |
| νe          | νμ             | ντ              | 0          |

Összesen három ilyen család létezik, de a másik kettő részecskecsaládhoz tartozó kvarkok létrejöttéhez nagyobb energiára van szükség. A világegyetem Ősrobbanás utáni korai forró időszakában sok második és harmadik családbeli kvark volt, de a világegyetem tágulásával és hűlésével egyre kisebb energia jutott egy részecskére, így azok elbomlottak kisebb tömegű részecskékre. Ezen korai fázisban a kvarkok és gluonok forró plazmát alkottak, majd a tágulás és lehűlés közben fázisátalakulás révén kialakultak a hadronok, azaz a kvarkokat az erős kölcsönhatás „börtönbe zárta”. Jelenleg nagy gyorsítókkal vizsgálják az elmélet helyességét, a kvark-gluon plazma nagyenergiájú részecskegyorsítókban való kialakulásának körülményeit és tulajdonságait.

### Kölcsönhatások
A részecskék között négyféle kölcsönhatást ismerünk. Ezek egyre csökkenő erősséggel:
- erős kölcsönhatás: a kvarkok között hat, a hadronokat és az atommagokat tartja össze,
- elektromágneses kölcsönhatás: az elektromos töltéssel rendelkező részecskék között hat,
- gyenge kölcsönhatás: következménye az atommagok radioaktivitása,
- gravitáció: minden, energiával rendelkező fizikai tér között hat.

### Antirészecskék
Minden részecskének (az összes leptonnak, kvarknak és a kvarkokból felépülő részecskéknek) van olyan párja, amelynek az összes töltésjellegű kvantumszáma (például elektromos töltése, barionszáma és leptonszáma) ellentétes, de a tömege azonos a részecskéével. Ezeket hívjuk antirészecskéknek. Az elektron anti-párja a pozitron. Vannak olyan részecskék is, amik saját maguk antirészecskéi (például foton, Z-bozon, semleges mezonok egy része), ezeket valódi semleges részecskéknek hívjuk.

### A kvarkok és kötött állapotaik
A kvarkokat csak kötött állapotaikban, a hadronok belsejében, közvetve figyelhetjük meg. Kétféle hadron létezik:
- három kvark alkotja a legegyszerűbb barionokat (három antikvark az antibarionokat),
- egy kvark és egy antikvark alkotja a legegyszerűbb mezonokat.

Barion például a proton és a neutron, mezon például a pion.

### A bozonok és a fermionok
A részecskéket spinjük (saját impulzusmomentumuk) alapján két lényegesen különböző tulajdonságú csoportba sorolhatjuk.
- Az egyik csoport az egész spinű bozonoké (például mezonok, kölcsönhatást közvetítő részecskék).
- A másik csoport a félegész spinű fermionoké (például kvarkok, leptonok, barionok). Mivel a barionszám és a leptonszám megmaradó mennyiség, ezért csak antirészecskéjükkel együtt keletkezhetnek. Fermionokra érvényes a Pauli-elv.

## A részecskefizika története
Az ötlet, miszerint az anyag elemi alkotórészekből tevődik össze, legalább az i. e. 6. századig megy vissza. Az atomizmus filozófiai tanát ókori görög filozófusok hirdették, mint Leukipposz, Démokritosz és Epikurosz. Bár Newton a 17. században arra gondolt, hogy az anyag apró részecskékből áll, csak Dalton jelentette ki formálisan 1802-ben, hogy minden anyagot apró atomok építenek fel.
Mengyelejev periódusos rendszere 1869-ben segített megszilárdítani ezt a 19. század során elterjedt nézetet. J.J. Thomson munkássága 1897-ben megalapozta azt a nézetet, hogy az atomok nem oszthatatlan elemi részek, hanem könnyű elektronokból és egyéb, nehezebb alkotórészekből állnak. Thomson atommodellje szerint az apró elektronok úgy ülnek egy nagy tömegű és kiterjedésű masszában, mint szilvadarabok egy nagy pudingban. Rutherford kísérlete 1911-ben azonban kimutatta, hogy az atom tömegének nagy része egy nagyon kicsi atommagba koncentrálódik. Eleinte úgy gondolták, hogy az atommag nagy tömegű protonokból és a magba zárt elektronokból áll. Ez magyarázta volna a rendszám eltérését a tömegszámtól. Később azonban úgy gondolták, hogy a protonok mellett a hozzájuk hasonlóan nagy tömegű semleges neutronok találhatók a magban, amiket Chadwick 1932-ben fedezett fel.
A 20. század korai szakaszának magfizikai és kvantumelméleti felfedezései a maghasadás (1939, Lise Meitner és Otto Hahn) és a magfúzió (1939, Hans Albrecht Bethe) felfedezésében csúcsosodtak ki. Ezek a felfedezések lehetővé tették atomok másféle atomokká való alakítását, köztük az alkimisták régi nagy álmát, az ólom arannyá változtatását.
Az 1950-es és 1960-as években számos újabb részecskét fedeztek fel különböző kísérletekben. Az 1970-es években a standard modellnek meglehetősen kis számú alapvető részecskéből sikerült felépítenie a már ismert részecskéket.
Ahogy a részecskefizika haladt lefelé a részecskék létezésének szintjein, egyre újabb és újabb tudományágak születtek és váltak ki belőle. Ilyenek többek között az atomok elektronhéjaival foglalkozó atomfizika, az atomok egymással létesített kötött állapotaival, azaz a molekulákkal foglalkozó molekulafizika, vagy az atommagok szerkezetével és átalakulásaival foglalkozó atommagfizika.

## A részecskefizika standard modellje
Az elemi részecskék fizikájának jelenlegi legjobb leírását a részecskefizika standard modellje nyújtja. Eszerint az alapvető kölcsönhatásokat (erős, elektromágneses és gyenge; a gravitáció nincs a modellben) bozonok közvetítik, az úgynevezett „mértékbozonok”: foton, W-, W+, Z bozonok és a 8-féle gluon. Ezen kívül 12 alapvető, ún. anyagi részecske építi fel az anyagot (az antirészecskék és a kvarkok színeinek figyelembevétele nélkül). Végül az elmélet jósol egy még fel nem fedezett részecskét, a Higgs-bozont, ami tömeget ad a modell többi részecskéjének.
A kölcsönhatások elmélete bizonyos lokális szimmetriatulajdonságokból vezethető le: az ilyen elméleteket mértékelméleteknek nevezzük.
Az elmélet korlátainak kiküszöbölésére alkották meg többek között az alábbi elméleteket:
- a szuperszimmetriát (SUSY), mellyel többek között lehetővé válik a három kölcsönhatás egyesítése;
- a húrelméletet, mely az egyik kísérlet arra, hogy a gravitációt is belefoglalhassuk az elméletbe.

## A tér kiterjesztése új dimenziókkal
A kísérleti adatokkal való egyezés keresése sok új ötlettel ajándékozta meg a részecskefizikát. Az egyik ilyen gyümölcsöző irány az általunk tapasztalatból ismert háromdimenziós tér egységes keretben való tárgyalása a tőle függetlennek látszó idővel, illetve új – nem szokványos, hanem kompakt – térdimenziók hozzáadása a fizikai leíráshoz. Az ilyen kiterjesztések általában új típusú részecskék megjelenésével járnak az elméleti jóslatokban.

### Relativitáselmélet
A speciális relativitáselmélet a Lorentz-transzformációval kapcsolatot teremtett a „hétköznapi” euklideszi hármastér és az idő között, egyben kimondva, hogy a transzformáció szimmetriája a természetnek. A felépített új ún. négyestér (vagy téridő) matematikai leírására a keretet a Minkowski-tér biztosítja. Az idődimenzió nem lett teljesen ekvivalens a térdimenziókkal, például az idő továbbra sem tud visszafelé folyni, és a kauzalitás, a dolgok egymásutánisága sem sérülhet.
Az elméletet a kvantumechanikában érvényesítve megjósolta az antirészecskék létezését, amelyek későbbi felfedezése az elmélet nagyszerű bizonyítéka.

### Szuperszimmetria
A szuperszimmetria elmélete a négyes téridőt szupertérré bővíti, ami ötödik és további dimenziókként nem a négyesteret leíró valós számot, hanem Grassmann-számokat ad hozzá a leíráshoz. A szuperszimmetria az így kiterjesztett téren lehetséges transzformációkkal szembeni szimmetriát jelenti. Jóslata szerint minden általunk ismert részecskének létezik egy – nyilván kis tömegű, mivel eddig még nem fedeztük fel őket – ún. szuperpartnere. A fermionok szuperpartnere bozon és megfordítva. A szuperszimmetrikus modellek a standard modell sok problémáját képesek megoldani, a részecskefizika egyik mai legfontosabb feladata a szuperszimmetria igazolása avagy kizárása.

## Kísérleti részecskefizika
A kísérleti részecskefizika legfontosabb eszközei a gyorsítók és a detektorok.
A részecskegyorsítókban a töltött részecskéknek feszültség hatására nagy mozgási energiára tesznek szert. A detektorokban az ütközések során, a világűrben stb. keletkező részecskék tulajdonságait (helyét, energiáját, lendületét, sebességét) mérik.

### Nagyobb nemzetközi részecskefizikai kutatóhelyek

#### Gyorsítókat használó kutatóhelyek
- CERN, a francia–svájci határon Genf mellett. Itt fedezték fel a W- és Z-bozonokat. A nagy elektron-pozitron ütköztetőgyűrű (Large Electron Positron collider ring, LEP) volt 2000-ig a főműszere, jelenleg a helyén, ugyanabban az alagútban épül az LHC (http://lhc.web.cern.ch/lhc ), a nagy hadronütköztetőgyűrű (Large Hadron Collider).
- DESY, a németországi Hamburgban és Zeuthenben. Itt fedezték fel a gluonokat. Legfőbb műszere a HERA, amely elektronokat és pozitronokat ütköztet.
- SLAC, Kalifornia államban, Palo Alto (USA) mellett helyezkedik el. Itt fedezték fel a c (charm) kvarkot és a tau-részecskét. Főműszere a PEP-II, amely elektronokat és pozitronokat ütköztet.
- Fermilab, Chicago (USA) mellett található. Itt fedezték fel a b (bottom) és t (top) kvarkot és a tau neutrínót. Fő műszere a Tevatron, amely protonokat és antiprotonokat ütköztet.
- A Brookhaveni Nemzeti Laboratórium New York közelében Long Islanden (USA) található. Itt fedezték fel a c (charm) kvarkot az SLAC-tól függetlenül. Fő műszere a Relativisztikus Nehézion Ütköztető (RHIC) Relativistic Heavy Ion Collider, amely nehézionokat (például aranyionokat) valamint protonokat ütköztet. Ez az első nehézion ütköztető.

#### Egyéb kutatóhelyek
Vannak olyan kísérleti részecskefizikai kutatóhelyek is, ahol nem részecskegyorsítókat alkalmaznak.
- Egyik fajtájukban a földfelszínen vizsgálják a kozmikus sugárzást, amelyben a gyorsítókban jelenleg előállíthatónál nagyobb energiájú részecskék is előfordulnak, de ritkán és szabályozhatatlanul.
- A másik fajtájukban a detektorokat mélyen a föld alá, többnyire mély bányákba, telepítik, hogy a Napból és más kozmikus sugárzásból származó töltött részecskék, illetve gamma-sugárzás háttérzaját elnyomják. Ilyen kísérleti berendezéseket használnak a protonbomlás vizsgálatában és a kozmikus- és napneutrínók megfigyelésére. Ezek közül például a Gran Sasso Nemzeti Laboratóriumban tervezik, hogy a CERN-ből ideirányított neutrínónyalábot vizsgálják majd. (Neutrínó kísérletek)

| Obszervatórium                  | ország      | cél                               |
| ------------------------------- | ----------- | --------------------------------- |
| Super-Kamiokande                | Japán       | neutrínó detektálás, protonbomlás |
| Sudbury Neutrínó Obszervatórium | Kanada      | neutrínó detektálás               |
| Gran Sasso Nemzeti Laboratórium | Olaszország | neutrínó, sötét anyag keresés     |

## Lásd még
- Részecskefelfedezések évszámokban
- A mikrofizika története évszámokban